# Municipio de Kingsland
El municipio de Kingsland (en inglés: Kingsland Township) es un municipio ubicado en el condado de Cleveland en el estado estadounidense de Arkansas. En el año 2010 tenía una población de 1006 habitantes y una densidad poblacional de 3,88 personas por km².

## Geografía
El municipio de Kingsland se encuentra ubicado en las coordenadas 33°53′36″N 92°19′22″O / 33.89333, -92.32278. Según la Oficina del Censo de los Estados Unidos, el municipio tiene una superficie total de 259.2 km², de la cual 259,04 km² corresponden a tierra firme y (0,06 %) 0,16 km² es agua.

## Demografía
Según el censo de 2010, había 1006 personas residiendo en el municipio de Kingsland. La densidad de población era de 3,88 hab./km². De los 1006 habitantes, el municipio de Kingsland estaba compuesto por el 82,21 % blancos, el 15,9 % eran afroamericanos, el 0,1 % eran amerindios, el 0,3 % eran asiáticos y el 1,49 % eran de una mezcla de razas. Del total de la población el 0,99 % eran hispanos o latinos de cualquier raza.